# 録音スタジオ
録音スタジオ（ろくおんスタジオ、recording studio）とは音を媒体に記録する為の装置を備えた建築物もしくは部屋のこと。
様々な録音再生機器を備えると共に、建築や内装の設計・施工も外部からの騒音や振動の影響を受けないように配慮される。また、近隣への騒音防止のため内部の音を外に漏らさない設計でもある。

## 録音スタジオの構成
おおまかには以下の4点によって構成される

### コントロール・ルーム（副調整室）

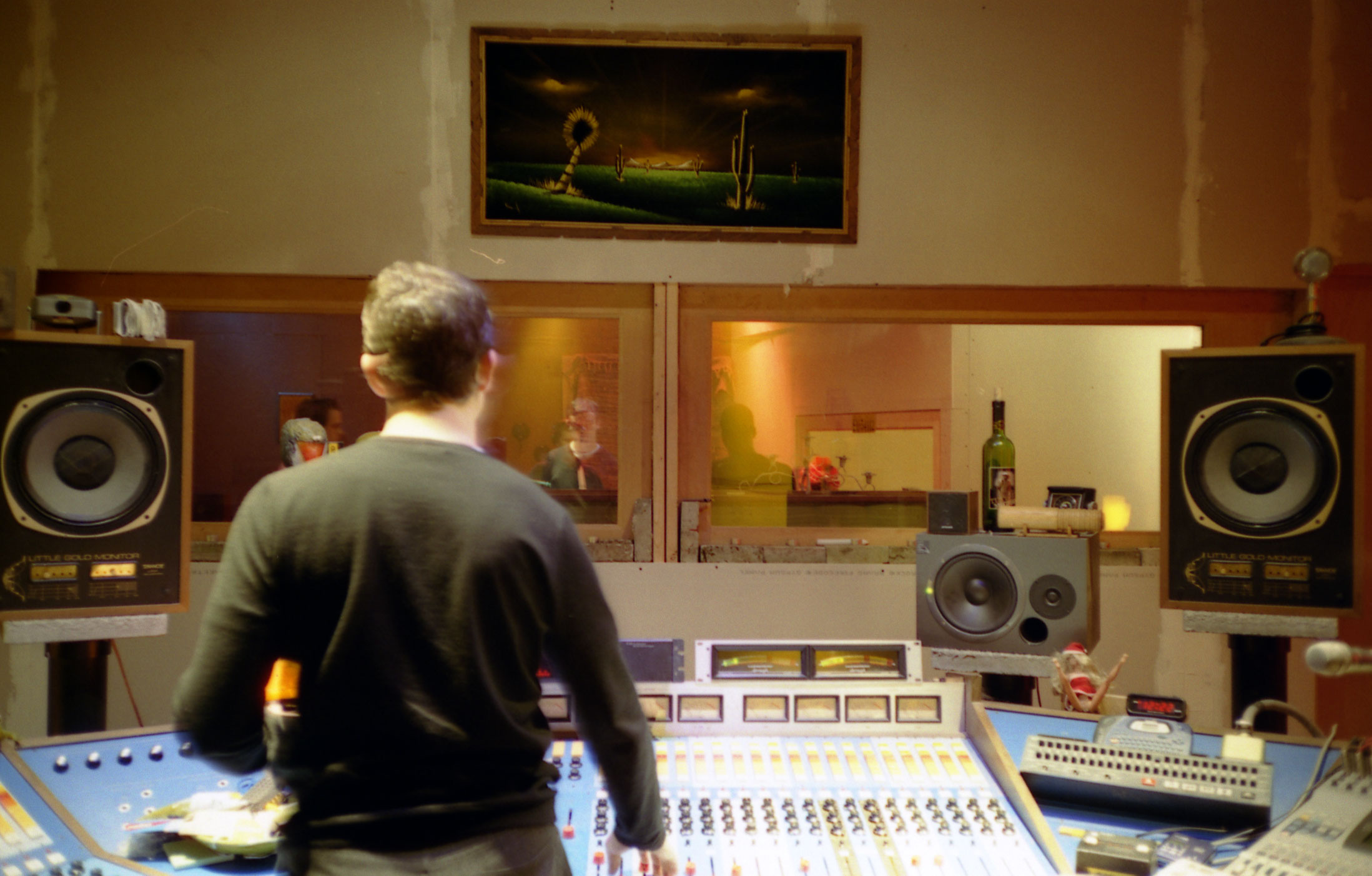
コントロール・ルームからブースに臨むレコーディング・エンジニア

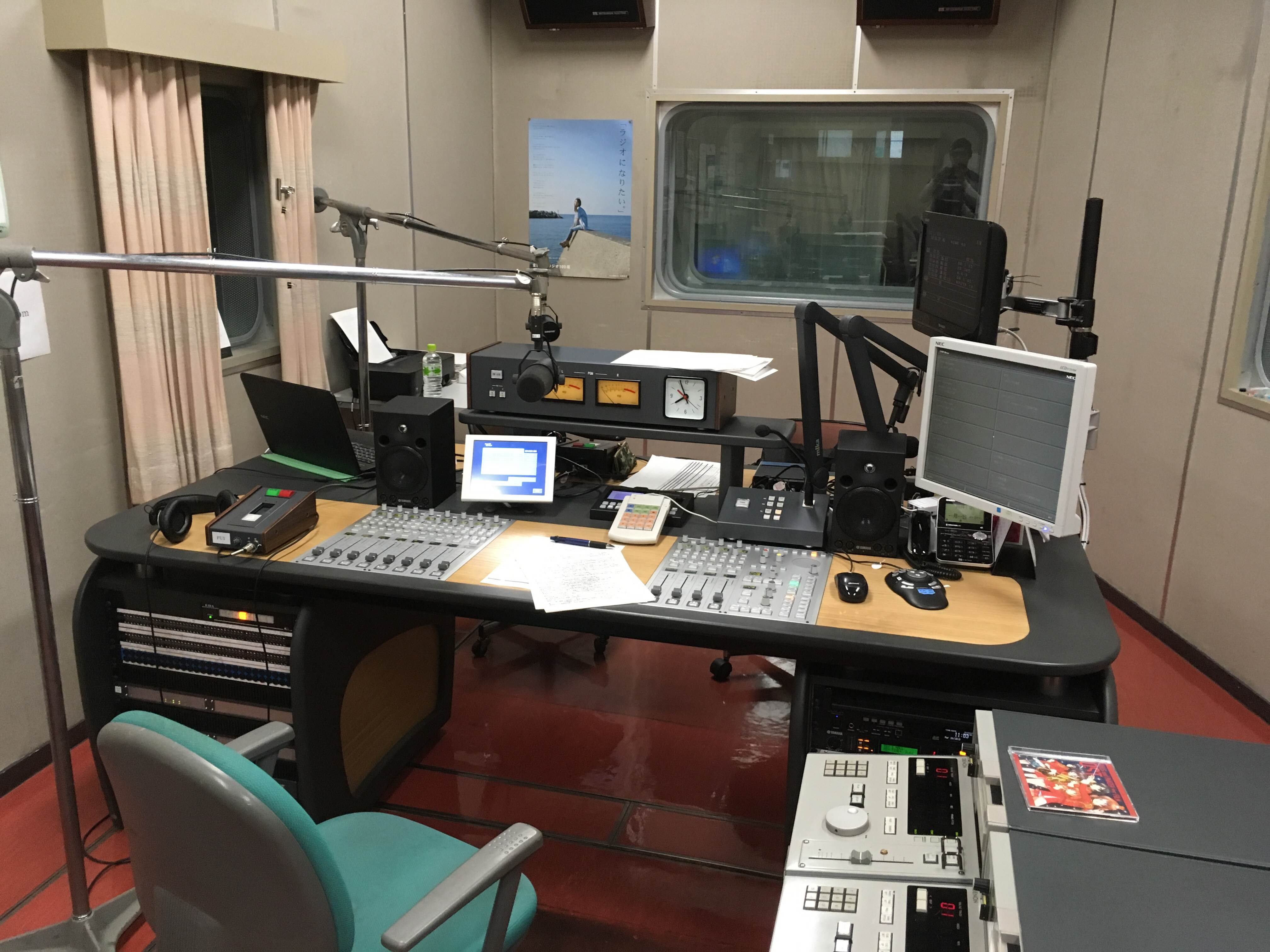
エフエム秋田第二スタジオのワンマンDJ設備（副調整室）

ミキシング・コンソールや各種録音機材を配置し、（レコーディング・エンジニア（ミキサーとも）がミキシング・コンソールなどの録音機材を操作して媒体に記録する行為を行う部屋。一般に下記のブースとは音響的に隔絶されるが、MIDI音源等を多用しマイクをほとんど利用しない制作手法が一般化して以降、コントロール・ルームのみでブースを持たないスタジオも見られるようになった。
ラジオ局の場合は副調整室と呼ばれ、ミキシングのほかに番組進行にまつわる指示を行ったり、自動番組制御装置操作、エコー・ボイスチェンジャーなどの音声エフェクト、曲・ジングル・効果音出し、電話つなぎ、ラジオカー・野球場などからの中継の仲介を行う。

### ブース

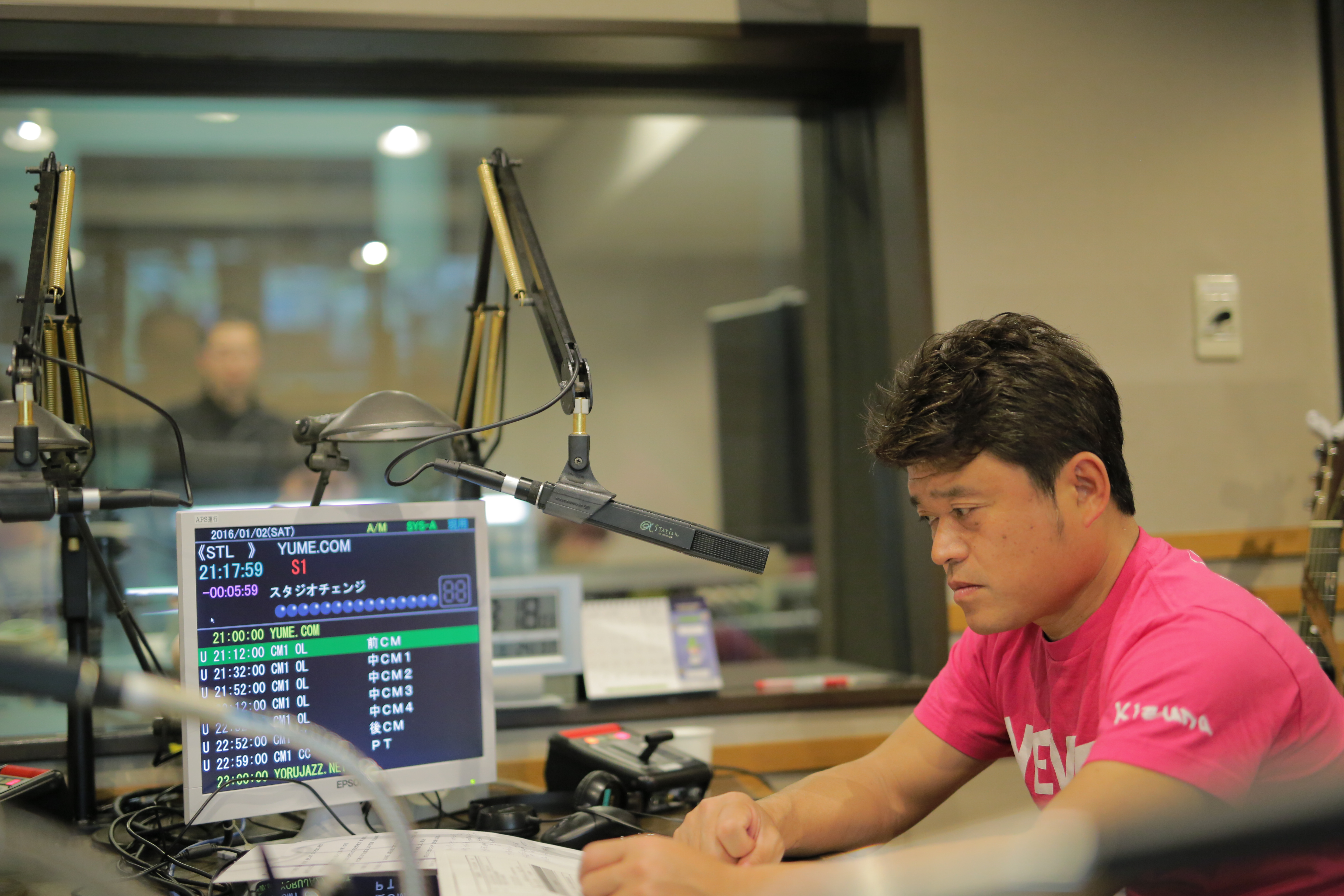
エフエム京都のスタジオの録音ブース

楽器演奏・歌唱・ナレーション等実際の演奏をおこなう空間である。楽器の響きを生かすために室内音響に配慮が必要とされる。防音ガラス窓を通してコントロールルームから丸見えである事が多いことから日本では「金魚鉢」とも呼ばれる。ボーカルブース、アンプブース、ドラムブースなど更に細かい区分があるスタジオもあり、お互いの音が混ざらずに録音出来る（それぞれのパートが単独で収録出来ていると後の編集が楽になる）。

### マシーン・ルーム
コントロール・ルーム内の静穏化と空調を別扱いにさせるために、一般的にはミキシング・コンソール用の電源ユニットやコンピューター、そしてアナログ及びデジタルの各種録音機器を収納し稼働させる為の別室。コントロール・ルームの隣に設置するのが一般的。効率的なメンテナンスを行う上でもマシーン・ルームを設置するスタジオが多い。

### 共用部分
事務所、楽器保管庫、マスターテープ預かり場所、アーティスト・ロビー、給湯設備、トイレなど付随する業務のための空間である。

## 録音スタジオの分類
分類に関してはいくつかの観点から見ることが出来る。使用目的、規模、所有者、対象とするマーケットなどに応じて規模と機材が決定され運用される。

### 使用目的による分類

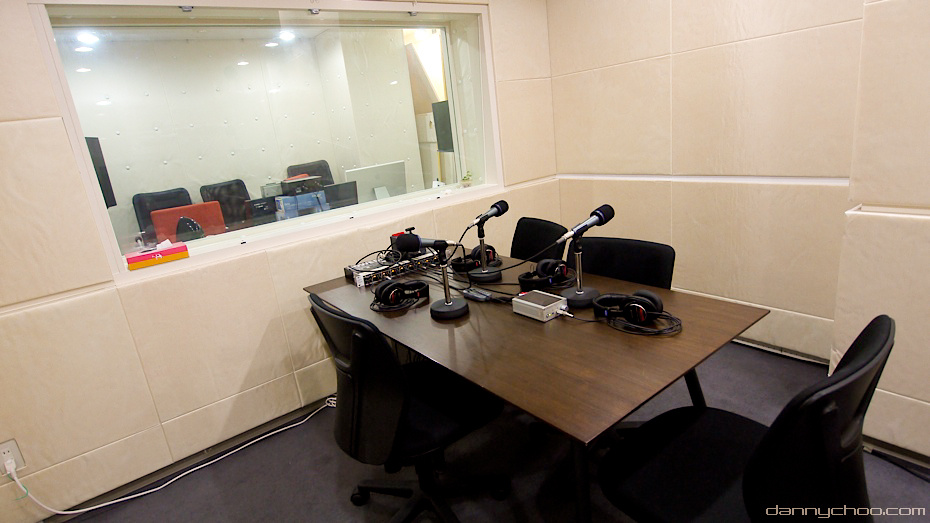
番組制作会社のラジオ用録音スタジオ

パッケージメディア（CD等）の音源を収録するための音楽録音スタジオ
ここでは録音過程から最終的な整音過程まで必要とされるスタジオを列挙する。
- リズム録り用大型スタジオ
- ダビング用スタジオ
- ミックスダウン用スタジオ
- マスタリング用スタジオ
- オーサリング用スタジオ

放送/映画用などの音声を収録するための録音スタジオ
- MAスタジオ

映像作品の音声処理全般をおこなう。映像作品に対してナレーション、効果音、BGMなどを付加して作品を完成させる。一般にナレーション録音の機能を有する。ポストプロダクションスタジオの一部であることが多い。
ナレーション収録用スタジオ
- アフレコ用スタジオ
- 効果音収録用スタジオ

ブース側の床の一部に砂、砂利、タイルなどを設置して場面に応じた音を収録する工夫がなされている場合がある。靴音や杖、物の落下音などを異なる床の素材で収録するためである。
- ナレーション収録用スタジオ

放送局に設置されているものは、放送用スタジオと兼用になっていることが多い。
その他上記の複合、あるいはそれ以外の用途のスタジオ

### 規模による分類
様々な考え方があるが、一般にはレコーダーあるいはミキシング・コンソールの規模による分類とブースの広さによる分類、そしてスタジオ数での分類がある。アナログ及びデジタルのテープレコーダーが録音現場での主流に用いられていた時代では、テープレコーダーのグレードにより厳然としたクラス分けがなされていたがDAW/HDRが一般化した現在は定番と呼ばれる機種に収斂する傾向があり、レコーダーによるグレードの差異は縮まっている。
- 大規模スタジオ = スタジオ数が5つ以上でリズム専用、ダビング専用、ミックス専用が各々複数ずつの複合型スタジオ
- 中規模スタジオ = リズム録り、ダビング、ミックスの3種類用に3ハコ程度のスタジオ
- 小規模スタジオ = リズム録りからダビングとミキシングまでをこなす1ハコ程度のスタジオ
- プロジェクトスタジオ = DAWなどをメイン機器として大型ミキシング・コンソールは持たず、ブースが1ハコ程度のスタジオ

### 所有者、対象とするマーケットによる分類
歴史的にはメディア（レコード、放送、映画）制作会社が所有して自社の作品を自社のスタジオでまかなう事から始まったが、後に独立した貸しスタジオ（レンタルスタジオ）が発生する。更に企画段階でのプレゼンテーションの為のプリ・プロダクション作業やデモテープ録音などをミュージシャン/アーティストが事務所/自宅で行うためのプライベートスタジオが、機材の高性能低価格化により現実の物となり、現在はパーソナル・コンピューター内でソフトウェア音源による音楽制作が可能になったことから、自宅においてかなりの段階まで音楽制作が可能になった。
- プライベートスタジオ = 個人専用に個人の趣旨で作られた専用スタジオ。

## 室内音響
- コントロール・ルーム
- メイン・フロア
- ブース
- エコールーム

標準室内暗騒音レベルは、コントロールルームでNC-25～20、スタジオメインフロア、ブースでNC-15です。
（日本建築学会・日本音楽スタジオ協会・THXによる）

## 付帯設備
- メンテナンス・ルーム
- マシーン・ルーム
- 機材搬入用エレベーターなど
- 空調システム
- 電源安定化及び分岐ユニット

## 設計と施工
録音スタジオの設計施工はきわめて専門的な知識を要求されるので、自ずから専門家に依頼する事になる。一般的には建築音響と音響心理学の専門家が内装設計を請け負い、音響機器のシステム設計とワイヤリングは更に専門のエンジニアリング会社が行うケースが一般的である。最近では事務的な空気の味気ない作りのスタジオは随分と減り、心理的にも安らいだり高揚できる作りのスタジオ作りが世界的にも主流となっている。
更地にスタジオ設計施工する場合には規模に見合った防音空間の設計が容易いため、理想的なスタジオが建てやすいが、雑居ビルやマンションへの内部構造変更によるスタジオ設計施工の場合には、かなり専門的な経験と知識が要求される部分でもある。周りからの騒音や電源ノイズ混入の問題と、周りへの音漏れ防止などクリアすべく部分が非常に多く、曖昧な設計施工をしてしまうと大変なことになる場合もある。

### 著名なスタジオ設計者
以下は主として室内音響の設計者として世界的に著名なデザイナーである。人名の後ろに代表的な作例を揚げる。
- トム・ヒドレー：青葉台スタジオ（日）、ウエストレイク・レコーディング・スタジオ（米）、ソニー・ミュージック信濃町スタジオ（日）、YKスタジオ（日）など
- 豊島政実（豊島総合研究所）：アビー・ロード・スタジオ（英）、ビクター青山スタジオ（日）、タウンハウス・スタジオ（英）など
- ビンセント・バン・ホフ（Waterland Design LLC）：Conway Recording (LA)、Capitol Records Hollywood (LA)、A&M Studios Hollywood (LA)、Sony Music Studio (NYC) など

## スタッフの構成
スタジオのマネージメントをおこなう経理、総務、営業関係と実際の録音業務に関わるレコーディングエンジニアおよび機材の保守管理をおこなうテクニカル・エンジニア（メンテナンス・エンジニア）などから構成されるが、小規模なスタジオでは少人数で複数の役目を兼務する場合もある。スタジオに対してレコーディングエンジニアを派遣する派遣業もあり、スタジオによってはハウス・エンジニア（スタジオ専属レコーディングエンジニア）を持たず、派遣レコーディングエンジニアで録音業務を行っているスタジオもある。

## 常備される主な録音関連機器
- マイクロフォン
- ミキシング・コンソール
- マルチトラックレコーダー
- デジタルオーディオワークステーション (DAW)
- エフェクター
- リバーブレーター
- スピーカー
- ヘッドフォン
- キューボックス
- カフボックス